# Шателен, Жорж

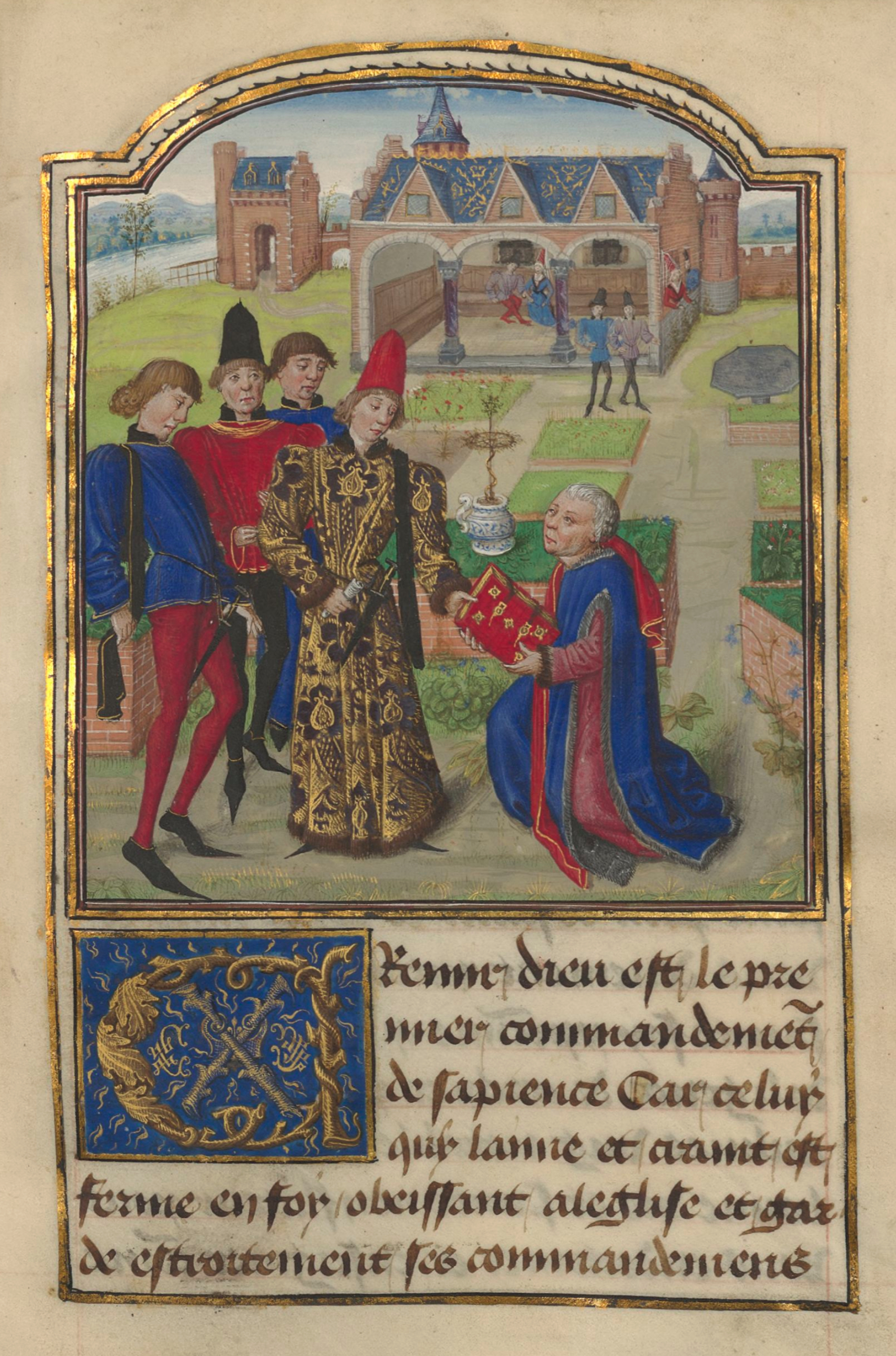
Жорж Шателен подносит свою книгу Карлу Смелому. Миниатюра рукописи «Наставления молодому государю» Жильбера де Ланнуа. XV в.

Жорж Шателе́н, также Шатлен, Шателлен (фр. Georges Chastelain или Chastellain, 20 марта 1405, или 1415, Алст — 20 марта 1475, Валансьен) — бургундский хронист и поэт, придворный историограф герцогов Филиппа Доброго и Карла Смелого. Автор «Хроники событий моего времени» (фр. Chronique des choses de mon temps), охватывающей события 1417—1474 годов и являющейся ценным источником по истории Столетней войны и франко-бургундских отношений. Представитель школы французских поэтов, приверженцев вычурных форм, грецизмов и латинизмов, получившей название «Великие риторики».

## Биография
Родился во Фландрском графстве в пригороде Алста Леде (совр. провинция Восточная Фландрия), в семье Жана Шателена (фр. Jean Chastellain) и Мари де Мамин (фр. Marie de Masmines), имена которых встречаются в городских документах под 1425 и 1432 годами. Семья принадлежала к фламандской знати, предки отца, выходцы из городского патрициата Гента, судя по фамилии, были бургграфами и кастелянами города, мать происходила из знатной семьи Мамин. По материнской линии являлся дальним родственником известного мемуариста и дипломата Филиппа де Коммина.
Сам он, в зависимости от поставленной цели, или конкретного контекста, называл себя то «истинным французом» (фр. léal François) или «французом по рождению» (фр. François de naissance), то «фламандцем, человеком с болот, где пасут овец, невеждою с заплетающимся языком, обжорою, деревенщиной, запятнанным телесными недостатками тех мест, откуда он родом» (фр. homme flandrin, homme de palus bestiaux, ygnorant, bloisant de langue, gras de bouche et de palat et tout enfangié d’autres povretés corporelles à la nature de la terre), нарочито выставляя напоказ свою «крестьянскую неотесанность» и «свой грубый язык» (фр. sa brute langue). Известно датированное 1465 годом письмо, подписанное его именем на французский лад.
Сохранившаяся в Валансьене копия эпитафии Шателену свидетельствует, что он умер 20 марта 1475 года в возрасте 70 лет, что вызывает сомнения, поскольку сам он писал, что в 1430 году был в Лёвене школяром, и потому плохо помнит о происходивших там событиях. Поэтому дату его рождения исследователи нередко сдвигают к 1415 году.
Очевидец и активный участник Столетней войны, он получил у современников прозвание «Искателя приключений» (фр. L’adventureux). Получив в 1432 году в Лёвенском университете степень магистра искусств, поступил на службу к герцогу Бургундии Филиппу Доброму, которым награждался за военные заслуги, но после заключения в 1435 году Арасского мира отошёл от ратных дел, перейдя на дипломатическое поприще.
Около 10 лет (1435—1446) провёл во Франции на службе у Карла VII, где сначала сблизился с камергером Жоржем де Ла Тремуем, а затем вошёл в окружение Пьера де Брезе, бывшего в то время сенешалем Пуату, который привлёк его для установления отношений между королём и герцогом Бургундии.
После того как в 1440 году Филипп Добрый поддержал восстание французской знати, известное как Прагерия, и предоставил убежище опальному дофину Людовику, положение Шателена, сумевшего к тому времени обзавестись влиятельными покровителями, сделалось шатким, и через несколько лет он вынужден был вернуться в Бургундию.
Будучи осведомлённым во французских делах, выполнял различные дипломатические поручения бургундского двора до 1455 года, когда ушёл на покой, вероятно, по состоянию здоровья, получив пожизненный пенсион и пристанище во дворце графов Геннегау Саль-ле-Конт (фр. Salle-le-Comte) в Валансьене.
В 1455 году назначен был придворным историографом, или индициарием (фр. Indiciaire), букв. «записывателем» или «хроникёром», с годовым жалованьем в 657 фунтов и обязанностью составлять официальную летопись важнейших событий, а именно, по его собственным словам, «облечь в форму хроники примечательные факты, достойные памяти, свершившиеся ранее и те, что свершаются и будут свершаться впредь».
В 1457 году стал членом герцогского Совета. В 1460 году окончательно обосновался в Валансьене, где работал над своей хроникой, периодически отлучаясь для выполнения различных поручений сначала Филиппа Доброго, а затем его преемника. Не позднее 1463 года получил в помощь секретаря Жана Молине, продолжившего после его смерти исторические труды.
Герцог Карл Смелый, покровитель наук и литературы, своим указом 2 мая 1473 года сделал его кавалером Ордена Золотого Руна.
Умер в Валансьене в 1475 году, 13 февраля (по данным казначейских счетов) или 20 марта (согласно эпитафии).
Имел незаконнорождённого сына, который в 1524 году преподнёс экземпляр сочинения своего отца императору Карлу V, получив за это 120 ливров.

## Сочинения
Основной труд Шателена «Хроника событий моего времени» (фр. Chronique des choses de mon temps) охватывает историю Бургундии, Франции, Фландрии и Англии, начиная с 1419 года, с убийства Жана Басстрашного, и прерываясь на описании осады Нойса в 1474 году. Составлялась она, по-видимому, в жанре всеобщей хроники, по образцу сочинения Фруассара. До нас дошло не более одной трети её текста, хотя исследователи не оставляют попыток найти недостающие отрывки в собраниях Габсбургов в Вене или Мадриде. Не сохранились сообщения хроники за 1419—1422, 1430—1431, 1454—1462, 1463—1464, август 1466, 1467—1468 и 1470 годы.
Участие Шателена в военных кампаниях в юности сделало его ценным свидетелем событий Столетней войны, а долгая дипломатическая карьера способствовала глубокой осведомлённости во всех тонкостях европейской дипломатии своего времени. Прожив немало времени при французском дворе, и ещё дольше прослужив двору Бургундскому, Шателен имел доступ не только ко многим документам, но и обзавёлся необходимыми связями и знакомствами, что немало способствовало мастерскому изображению современных ему исторических персонажей, в котором порой заметны не только некоторый психологизм, но и элементы сатиры.
В то же время, индивидуальные характеристики его нельзя считать полностью объективными, что проявляется, к примеру, в описании, с одной стороны, французских покровителей вроде Пьера де Брезе и Жака Кёра, или бургундских героев вроде герцога Карла или «доброго Рыцаря без страха и сомнения» Жака де Лалена, а с другой, Жанны д’Арк, любовницы Карла VII Агнессы Сорель и Людовика XI.
Ввиду недостаточной сохранности труда Шателена, не всегда возможно точно установить его нарративные источники, среди которых, несомненно, могут быть «Большие французские хроники», хроники Жана Шартье, Ангеррана де Монстреле, его продолжателя Матьё д’Эскуши. Помимо них, он активно пользовался административной документацией, приказами, ордонансами, распоряжениями, стекавшимися в Валансьен, а также перепиской, которую он вёл со своими информаторами, в первую очередь Жильбером де Ланнуа, Жаном Лефевром де Сен-Реми, Гийомом Фийатром, Оливье де Ламаршем, Филиппом де По, Филиппом де Круа и др. Ламарш, сам по себе известный историк и мемуарист, называет Шателена «самым знаменитым из всех историографов», отмечая, что в отличие от него самого, писавшего главным образом на основе лично увиденного, тот, сидя у себя в комнате, занимался собиранием и тщательным изучением стекавшихся к нему отовсюду письменных документов, будучи, в современном понимании, «кабинетным учёным».
Среднефранцузский язык сочинения Шателена испытал явное влияние поэтической школы «Великие риторики», к которой принадлежал сам автор. Нидерландский историк культуры Йохан Хёйзинга в своём труде «Осень Средневековья» (1919) называет его стиль «тяжеловесным», отмечая, однако, основательность его в освещении фактов. По его словам, Шателен, «этот почтительно трепещущий… помпезный Полоний», «столь же падкий на иллюзии в нравственной области, сколь и наивный в политическом отношении, признавая высокие достоинства аристократии, оставляет третьему сословию лишь незначительные и не более чем рабские добродетели».
«В обычае Шателена», — пишет Хёйзинга, — «с эпической сдержанностью» живописать события явно легендарного характера, как, например, историю о том, как Карл Смелый, будучи ещё не герцогом, а графом Шароле, попав в опалу у своего отца, был лишён им всех доходов и бенефиций и вынужден, собрав всех своих слуг, призвать их его оставить, после чего преданная челядь дружно возопила о том, что желает поголовно остаться со своим господином и, если понадобится, вместе с ним умереть, а прослышавшие об этом местные дворяне тут же одолжили графу немалые деньги. В то же время, при описании, к примеру, кровавого судебного поединка в Валансьене между горожанами Жакотеном Плувье и Магюо (1455), сквозь «импозантный облик придворного» в Шателене неожиданно «проступает грубый фламандец».
По словам новейшего французского историка Столетней войны Жана Фавье, ставя, подобно своим современникам, «настоящий талант на службу династическому величию того, кому служил», Шателен «ещё пытается быть непредвзятым».
У современников Шателен завоевал большую популярность благодаря своим поэтическим и малым прозаическим сочинениям, мало изученным до сих пор. Среди них выделяются: трактат «Храм Бокаччо» (фр. Le Temple de Boccace), посвящённый Маргарите Анжуйской, в котором он упоминает знакомых ему французских вельмож вроде Жака Кёра и Жиля де Ре, хроника Нормандии (фр. Chronique de Normandie), поэма «Зерцало знатных домов Франции» (фр. Le Miroir des nobles hommes de France, 1457), эпитафия «На смерть короля Карла VII» (фр. La Mort du roy Charles VII, 1461), «Обращение к герцогу Карлу» (фр. L'advertissement au duc Charles, 1467), наряду с традиционными наставлениями, содержащее элементы политического трактата, и книга «Восхваление подвигов и славных деяний герцога Филиппа, который называл себя великим герцогом и великим львом» (фр. Déclaration de tous les hauts faits et glorieuses adventures du duc Philippe de Bourgogne, celuy qui se nomme le grand duc et le grand lyon), носящая характер панегирика.
Две его пьесы, «Смерть герцога Филиппа» (фр. Mort du duc Philippe) и «Пероннский мир» (фр. Paix de Péronne), преподнесённые в 1468 году Карлу Смелому, носят политический и морально-дидактический характер. Также ему приписывают «Книгу деяний Жака Лалена» (фр. Le Livre des faits De Jacques Lalaing, 1470), жизнеописание вышеназванного бургундского рыцаря, неоднократного победителя на турнирах, автором которой, скорее всего, является Жан Лефевр де Сен-Реми.

## Рукописи и издания
Известно не менее 10 рукописей хроники Шателена, которые находятся сегодня в собраниях Национальной библиотеки Франции в Париже (MS 2688, 2689), Британской библиотеки в Лондоне (MS 54156), Библиотеки Лауренциана во Флоренции (MS Plut. 176, 177), библиотеки замка Белёй в Эно (TA.V.D.17) и муниципальной библиотеки Арраса (MS 256, 471, 516), но ни одна из них не содержит полного текста. Большинство манускриптов, содержащих поэтические произведения Шателена, находятся в фондах Национальной библиотеки Франции, Британской библиотеки, Королевской библиотеки Бельгии в Брюсселе, Королевской национальной библиотеки Нидерландов в Гааге, а также муниципальных библиотек Берна, Руана, Гренобля, Шантийи и др.
Из-за незавершённости хроники, а также в силу политических соображений, в течение веков после смерти автора она не публиковалась, и лишь в 1827 году её отрывки, найденные в Париже, Брюсселе и Аррасе, сумел издать Жан Александр Бюшон. Их использовал уже, наряду с мемуарами Коммина и Ламарша, известный историк и дипломат Проспер де Барант в четвёртом издании своего многотомного труда «История герцогов Бургундских дома Валуа» (фр. Histoire des ducs de Bourgogne de la maison de Valois, 1364—1477. — T. I—XIII. — Quatrième edition. — Paris, 1826).
В 1863—1866 годах они переизданы были вместе с другими его произведениями в 8-ми томах бельгийским историком Кервином де Леттенхове для Королевской брюссельской академии (фр. Academie royale de Belgique).
Выдержки из хроники Шателена, посвящённые Орлеанской Деве, публиковались также Жюлем Кишра в его 5-томном труде «Процесс осуждения и оправдания Жанны д’Арк» (фр. Procès de condamnation et réhabilitation de Jeanne d’Arc, 1841—1849).

## В художественной литературе
- Фигурирует в романе современного российского писателя Александра Логинова «Разбойник» (2013) из серии «Феодальные войны», написанного в жанре исторического фэнтези, где его образ имеет мало общего с реальным бургундским рыцарем и дипломатом[25].

## Публикации
- Récollections des merveilles advenues en mon temps. — Antwerpen, 1505.
- Chronique des ducs de Bourgogne, par Georges Chastellain, publiées pour la première fois par J.-A. Buchon. — Tomes I—II. — Paris: Verdière, 1827. — (Collection des chroniques nationales françaises, 42).
- Chronique des choses de mon temps, a history of the years 1417—1474, of which only fragments remain, continued after Chastellain’s death, by his disciple, Jean Molinet.
- Oeuvres de Georges Chastellain, publiées par M. le baron Kervin de Lettenhove. — Tomes I—VIII. — Bruxelles: Heussner, 1863—1866.
- Louange à la tresglorieuse Vierge (c. 1455). Ed. by Cynthia J. Brown // Variance and Late Medieval Mouvance: Reading an Edition of Georges Chastellain’s Louange à la tresglorieuse Vierge. Translation, transformation, transubstantiation, edited by Carol Poster and Richard Utz. — Northwestern University Press, 1998. — pp. 123–175.